# اچ‌ام‌اس تراولر (ان۴۸)
اچ‌ام‌اس تراولر (ان۴۸) (به انگلیسی: HMS Traveller (N48)) یک زیردریایی بود که طول آن ۲۷۵ فوت (۸۴ متر) بود. این زیردریایی در سال ۱۹۴۱ ساخته شد.